# Tanausú

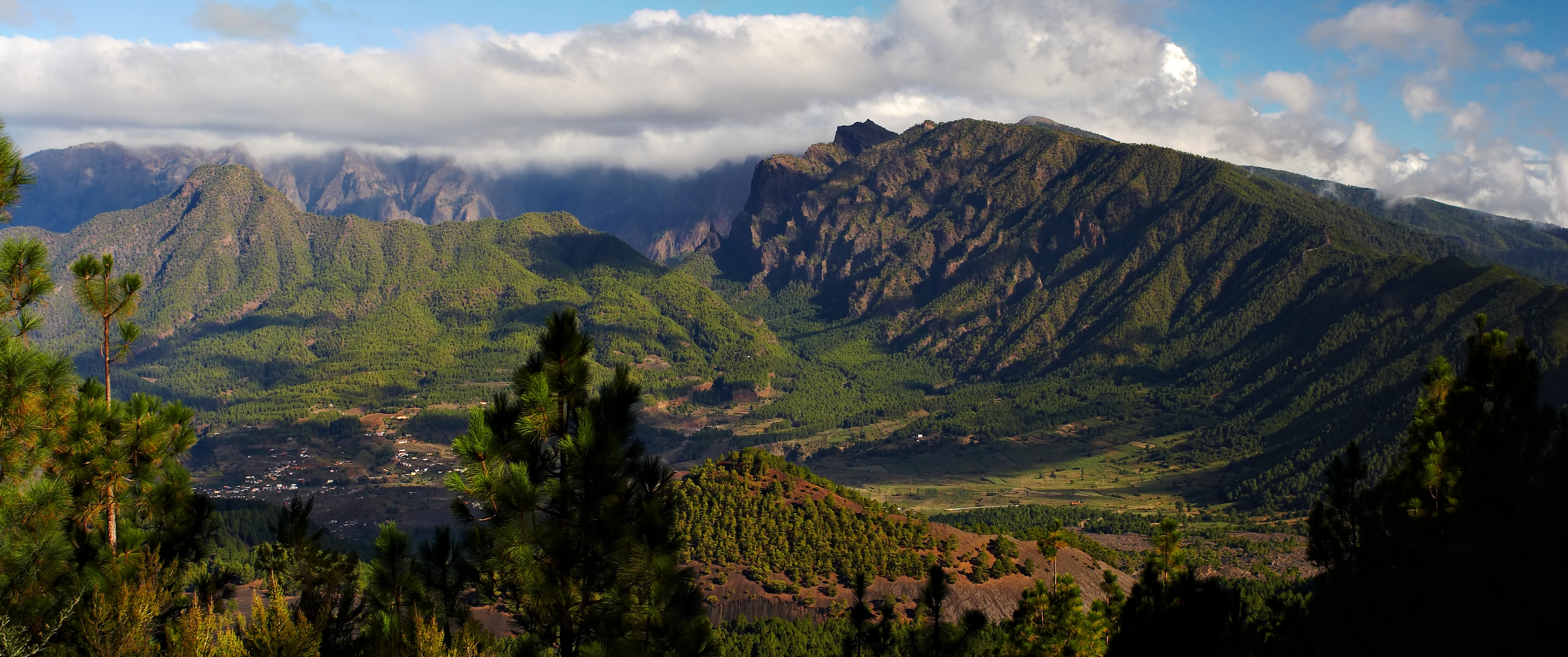
Caldera de Taburiente, lloc dominat per Tanausú.

Tanausú o Atanausu (mort en 1493) va ser el rei benahoarita d'Aceró, que va unir els dotze bàndols en els quals es dividia l'illa de La Palma, Illes Canàries (Espanya), en el període anterior a la Conquesta de les Illes Canàries. El seu nom podria traduir-se per ‘L'obstinat’. Com que ta- en amazic indica el gènere femení, probablement el nom veritable seria Aktanasut, però en ser transcrit al castellà va derivar en Tanausú.
Malgrat que l'illa de La Palma (probablement anomenada Benahoare pels auarites, els antics habitants de l'illa) havia ofert una gran resistència a les incursions europees i intents de conquesta anteriors, quan Alonso Fernández de Lugo emprèn la conquesta en 1492 no trobarà tot just resistència per part de la població local. La conquesta es realitzarà mitjançant pactes amb els caps dels diferents bàndols o tribus de l'illa, trobant tan sols oposició a Tigalate i Aceró. El bàndol d'Aceró, que es diu que podria significar «fort» en guanxe, correspon al territori de la Caldera de Taburiente, que la seva accesibilitat ofereix grans dificultats. En aquest lloc Tanausú liderarà la resistència a la penetració castellana sent l'últim cabdill de la Palma en sotmetre's a les tropes castellanes dirigides per Alonso Fernández de Lugo. Els castellans havien fallat dues vegades en els seus intents de penetrar en la regió de la Caldera. Veient la imposibilitatde penetrar a la Caldera i de realitzar una conquesta militar d'aquest territori, Alonso Fernández de Lugo recorre a l'engany, i convoca a Tanausú a una reunió en el pas d'Adamacansis para tractar la pau a través de Juan de Palma, un familiar de Tanausú que s'havia convertit al cristianisme. Quan Tanausú acudeix a aquesta reunió acompanyat dels seus homes es veu embolicat en una emboscada en la qual és capturat. Ja capturat, Tanausú és conduït amb vaixell a la península Ibèrica, però durant el trajecte es nega a menjar deixant-se morir de fam, mentre repeteix "vacaguaré", que en guanxe vol dir "vull morir". De fet, aquest terme "vacaguaré" serà el títol de l'autobiografia del líder nacionalista canari Secundino Delgado.
Altres moments de la vida de Tanausú, que coneixem per la historiografia i per la tradició oral, són els seus enfrontaments amb el seu oncle Atogmatoma, rei de Tijarafe, al que va acabar vencent gràcies a l'ajuda dels seus parents. Segons la llegenda, una història d'amor el va unir a Acerina, la que seria la seva dona i que va acabar triant-lo en comptes del seu cosí Mayantigo, en el pla de Taburiente, dintre de la Caldera del mateix nom. Acerina va arribar a estimar tant Tanausú, que es va deixar morir encovada, segons recull la tradició oral, al més pur estil dels antics palmers. L'investigador Harald Braem va escriure el llibre Tanausu, der letzte König der Kanaren (Tanausú, l'últim rei de les Canàries), si bé es tracta d'una novel·la que ha de ser presa com obra literària, no historiogràfica.